# Alexandre V (antipape)
Pour les articles homonymes, voir Alexandre V.
Pierre Phylargis ou Philarges ou Filargo, dit Pierre de Candie (Pietro di Candia en italien), (né en 1340 et mort le 3 mai 1410) a été élu pape à Pise sous le nom d'Alexandre V durant le Grand schisme d'Occident. Comme tous les papes d'Avignon et les papes de Pise de cette époque, il est aujourd’hui considéré par l'Église catholique romaine comme un antipape.
Il naît en Crète (alors vénitienne et appelée Candie) de parents inconnus et entre chez les Franciscains. Ses talents sont tels qu'on l'envoie étudier à l'université d'Oxford puis à celle de Paris. Le Grand Schisme d'Occident se produit pendant son séjour à Paris. Il soutient alors le camp du pape de Rome Urbain VI. Il s'installe en Lombardie où, grâce au duc de Milan Jean Galéas Visconti, il devient évêque, d'abord à Plaisance en 1386, puis à Brescia en 1387, Vicence en 1388, à Novare en 1389, avant de devenir archevêque de Milan en 1402. Il enseigne également la théologie à Pavie et mène de nombreuses missions diplomatiques dans toute l'Europe.

## Cardinal et pape
Créé cardinal par le pape de Rome Innocent VII le 12 juin 1405, le même jour que les futurs papes Grégoire XII, futur pape de Rome, et Martin V, futur pape élu après le concile de Constance, il consacre toute son énergie à la réunification de l’Église, divisée entre deux papes rivaux. Il est l’un des promoteurs du concile de Pise, ce qui provoque le mécontentement de Grégoire XII qui le prive alors de son archevêché et de sa dignité de cardinal.
Le concile de Pise, ouvert le 25 mars 1409, dépose le pape de Rome, Grégoire XII, et celui d’Avignon, Benoît XIII, mais ceux-ci refusent de s’effacer. Les cardinaux présents choisissent Pierre de Candie pour occuper le trône pontifical qu’ils tiennent pour vacant. Il est élu pape sous le nom d’Alexandre V le 26 juin 1409 et couronné le 7 juillet 1409. Son élection ne réussissant qu’à créer un troisième pape rival.
Pendant les dix mois de son règne, il promet plus qu’il ne réalise un certain nombre de réformes : il abandonne les droits de dépouille et de procuration et rétablit le système de l’élection canonique pour les cathédrales et les principaux monastères. Il distribue avec prodigalité les faveurs papales dont profitent avant tout les ordres mendiants. Pour contrer Grégoire XII et pour étendre son influence avec l’assistance de la France, il excommunie Ladislas Ier, roi de Naples, et nomme à sa place Louis II d’Anjou, prétendant à ce royaume soutenu jusqu’alors par le pape d’Avignon. Il lève des troupes qui s’emparent de Rome en janvier 1410, mais il préfère s’installer à Bologne.

## Mort
C’est dans cette ville qu’il meurt subitement dans la nuit du 3 au 4 mai 1410 à l’âge de 69 ans. Une rumeur a couru selon laquelle il aurait été empoisonné par le cardinal Baldassare Cossa, impatient de lui succéder et qui lui a d’ailleurs succédé sous le nom de Jean XXIII. Cependant on n’a jamais pu prouver qu’il s’agissait d’un crime, même s’il semble qu’un médecin milanais, chargé de disséquer le corps du défunt, crut avoir trouvé des traces de poison.

### Sépulture

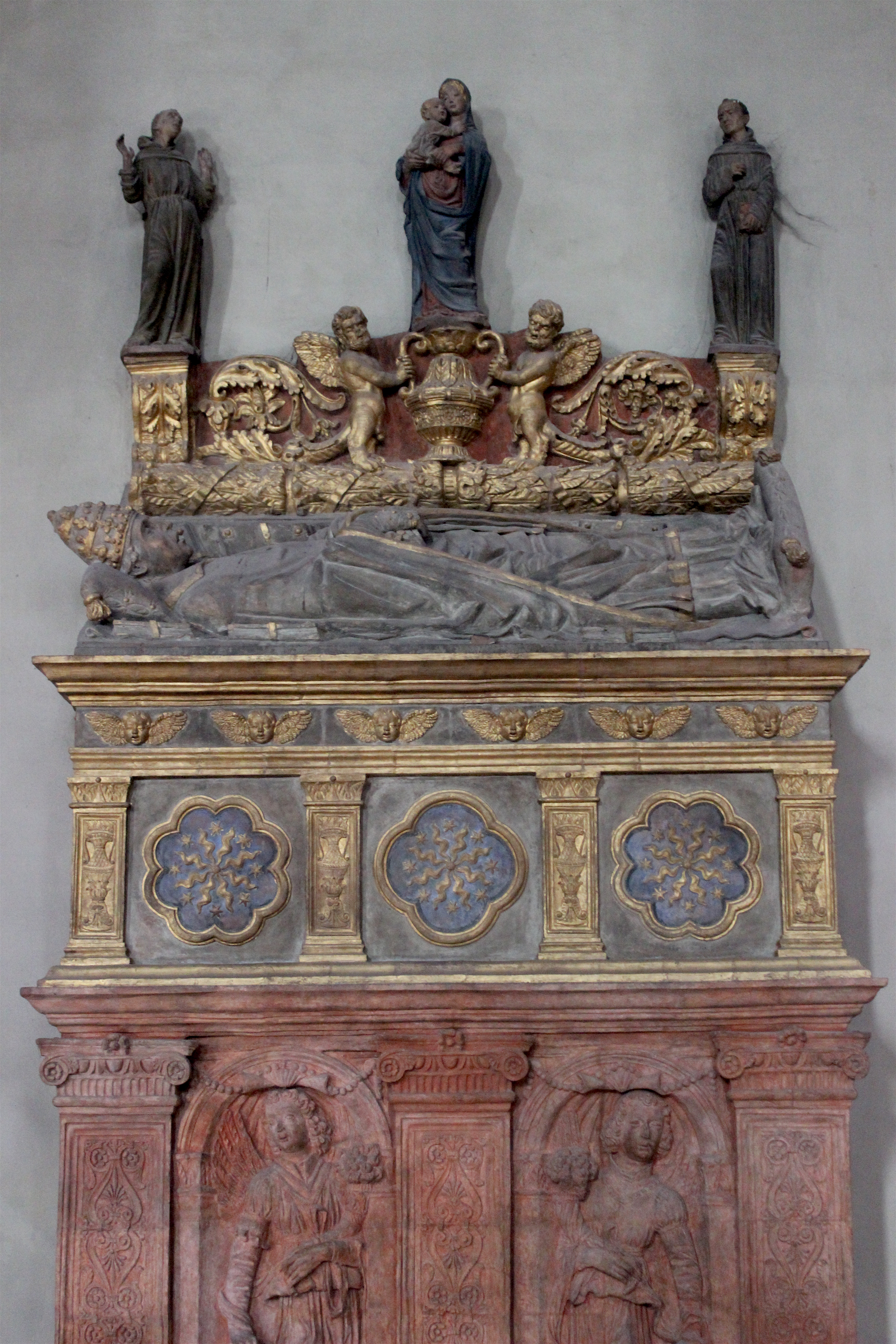
Tombeau d'Alexandre V, basilique San Francesco de Bologne.

Alexandre V avant de mourir, avait exprimé le vœu d'être enseveli, dans sa robe de cordelier, à l'église conventuelle de son ordre. Sa dépouille mortelle fut déposée dans le caveau de l'église Saint-François del Borghetto à Bologne. Soixante-douze ans après sa mort, le célèbre sculpteur mantouan Sperandio Mantovano (it) fut chargé par Sixte IV, d'exécuter un monument à la mémoire d'Alexandre V. Sperandio représenta le pape, entouré de figures allégoriques. Après la paix de Tolentino, Bologne fut réunie à la République cispadane ; les sécularisations commencèrent, la plupart des églises et les couvents furent fermés. L'église de Saint-François subit le même sort. Le corps d'Alexandre V arraché de sa tombe, fut enterré sous un portique de la chartreuse de Bologne. Après la restauration de Pie VII en 1814, l'église est rendue au culte et le couvent aux Cordeliers. Le gouvernement italien s'en empare en 1860 pour en faire de nouveau un magasin militaire. La charité catholique peut racheter au fisc en 1889, l'église et une partie du couvent. Le pape donne alors l'ordre de restaurer l'église, de relever le beau maître-autel, datant de 1388, et de réédifier le monument de son prédécesseur Alexandre V. Le 10 octobre, Mgr Zooooli, évêque de Sébaste, vicaire capitulaire durant la vacance du siège de Bologne, et les Pères cordeliers, ont procédé, à la déposition de la dépouille mortelle de ce pape, exhumé de la chartreuse, sous le monument du Sperandio relevé et restauré aux frais du Souverain Pontife Léon XIII.

## Pape ou antipape?
Le concile de Pise a échoué dans sa volonté de réunifier l’Église catholique. Le Grand Schisme ne prit fin qu’en 1415 au concile de Constance qui déposa le pape d’Avignon et celui de Pise et reçut la démission du pape de Rome le 4 juillet 1415, avant d’élire le 11 novembre 1417 Martin V.
Déterminer si Alexandre V doit être considéré comme un pape légitime ou un antipape légitime est encore aujourd’hui matière à débats : si les « papes de Pise » figurent encore dans la liste officielle de succession des pontifes de l'Annuario Pontificio entre 1913 et 1946, la liste établie en 1947 par le préfet de la Bibliothèque Vaticane, Angelo Mercati, qui se réfère à des critères théologiques issus du concile Vatican I, les exclut ; ce sans fondement historique et à l'opposé de la position des historiens, qui, dans leur ensemble, affirment l’impossibilité de trancher. Le Saint-Siège relève d'ailleurs lui-même les difficultés de numérotations pour quelques cas et avoue son impuissance à trancher.
Ainsi quand en 1492 Rodrigo Borgia est élu pape, il choisit le nom d’Alexandre VI, se gardant de reprendre le nom et le numéro d’Alexandre V, attestant de la légitimité de ce dernier au XVe siècle; a contrario, en 1958, le cardinal Angelo Giuseppe Roncalli, élu après la publication de la liste de Mercatire, reprend le nom et le numéro de Jean XXIII, nom de règne de Baldassarre Cossa, second pape de Pise.

### Source
- (en) « Alexandre V (antipape) », dans Encyclopædia Britannica [détail de l’édition], 1911 (lire sur Wikisource).